# William Miller (storico)
William Miller (Wigton, 8 dicembre 1864 – Durban, 23 ottobre 1945) è stato uno storico inglese.

## Biografia
Dal 1903 al 1923 fu corrispondente del Morning Post a Roma e dal 1923 al 1937 ad Atene. Noto per l'opera I Latini in Oriente (1908), fu collaboratore della Cambridge Medieval History.